# 7866 Sicoli
Sicoli (asteroide 7866) é um asteroide da cintura principal, a 1,9201907 UA. Possui uma excentricidade de 0,2092172 e um período orbital de 1 382,04 dias (3,79 anos).
Sicoli tem uma velocidade orbital média de 19,11389408 km/s e uma inclinação de 3,48474º.
Este asteroide foi descoberto em 13 de Outubro de 1982 por Edward Bowell.
Foi assim nomeado em homenagem ao astrônomo italiano Piero Sicoli.